# Powiat Świdnicki (Niederschlesien)
Der Powiat Świdnicki ist ein Powiat (Kreis) in der Woiwodschaft Niederschlesien in Polen. Er hat Anteil an den Ausläufern der Sudeten und dem Eulengebirge.

## Gemeinden
Der Powiat umfasst acht Gemeinden, zwei Stadtgemeinden, drei Stadt-und-Land-Gemeinden und drei Landgemeinden.
Stadtgemeinden
- Świdnica (Schweidnitz)
- Świebodzice (Freiburg in Schlesien)

Stadt-und-Land-Gemeinden
- Jaworzyna Śląska (Königszelt)
- Strzegom (Striegau)
- Żarów (Saarau)

Landgemeinden
- Dobromierz (Hohenfriedeberg)
- Marcinowice (Groß Merzdorf)
- Świdnica